# Mindre höststävmal
Mindre höststävmal (Psoricoptera gibbosella) är en fjärilsart som beskrevs av Philipp Christoph Zeller 1839. Mindre höststävmal ingår i släktet Psoricoptera och familjen stävmalar. Arten är reproducerande i Sverige. Inga underarter finns listade i Catalogue of Life.